# The Legend of Korra
The Legend of Korra eller Avatar: The Legend of Korra, i Sydkorea känd som Kolayi Jeonseol (코라의 전설), är en amerikansk-koreansk-japansk animerad TV-serie som hade premiär på Nickelodeon den 14 april 2012. Serien har 52 avsnitt uppdelade på fyra säsonger, och är en uppföljare till Avatar: Legenden om Aang, som sändes på samma kanal mellan 2005 och 2008.

## Handling

### Bok 1
När Avataren Aang och Eldfursten Zuko avslutar det hundraåriga kriget är Republikens stad precis så som de kämpat för att staden ska vara. Med balansen återställd i de fyra nationerna kan bändare och ickebändare leva tillsammans i fred i den framgångsrika världsstaden. Men till och med paradiset Republikens stad har problem, något som nästa Avatar kommer att upptäcka. När Avataren Korra kommer till Republikens stad för att lära sig bemästra sin luftbändning ställs hon ansikte mot ansikte med kriminella bändningsgäng och medlemmarna i en högljudd antibändningsrevolution. Det dröjer inte länge förrän Korras Avatarfärdigheter sätts på prov. Hon träffar på en grupp Chiblockerare med den karismatiske och mystiske Amon i spetsen, som hotar staden och alla bändare i den. Trots den oerhörda faran svär Korra på att hon ska bekämpa antibändningsrevolution som växer sig större och större. Men kommer hon kunna stoppa Amon innan han kommer till makten och gör verklighet av sin vision om en bändningsfri värld?

## Röstskådespelare
| Karaktär                  | Engelsk röst         | Svensk röst               |
| ------------------------- | -------------------- | ------------------------- |
| Korra                     | Janet Varney         | Josefina Hylén            |
| Mako                      | David Faustino       | Viktor Åkerblom           |
| Bolin                     | P.J. Byrne           | Nicklas Berglund          |
| Asami Sato                | Seychelle Gabriel    | Anneli Heed               |
| Tenzin                    | J.K. Simmons         | Dan Bratt                 |
| Lin Beifong               | Mindy Sterling       | Jennie Jahns              |
| Pema                      | Maria Bamford        | Maria Rydberg             |
| Jinora                    | Kiernan Shipka       | Anneli Heed               |
| Naga, Pabu, Oogi, Tarrlok | Dee Bradley Baker    | Daniel Goldmann (Tarrlok) |
| Ikki                      | Darcy Rose Byrnes    | Maria Rydberg             |
| Meelo                     | Logan Wells          | Jennie Jahns              |
| Noatak/Amon               | Steve Blum           | Steve Kratz               |
| Amons löjtnant            | Lance Henriksen      | Mattias Knave             |
| Hiroshi Sato              | Daniel Dae Kim       | Ole Ornered               |
| Yakone                    | Clancy Brown         | Mattias Knave             |
| President Raiko           | Spencer Garrett      | Joakim Jennefors          |
| General Iroh              | Dante Basco          | Anton Raeder              |
| Kya                       | Lisa Edelstein       | Anneli Heed               |
| Eska                      | Aubrey Plaza         | Jennie Jahns              |
| Tonraq                    | James Remar          | Mattias Knave             |
| Zhu Li Moon               | Stephanie Sheh       | Maria Rydberg             |
| Katara                    | Eva Marie Saint      | Jennie Jahns              |
| Wan                       | Steven Yeun          | Niels Pettersson          |
| Bumi                      | Richard Riehle       | Christian Fex             |
| Senna                     | Alex McKenna         |                           |
| Varrick                   | John Michael Higgins | Anton Raeder              |
| Unalaq                    | Adrian LaTourelle    | Dick Eriksson             |
| Desna                     | Aaron Himelstein     | Anton Raeder              |
| Vaatu                     | Jonathan Adams       | Christian Fex             |
| Raava                     | April Stewart        | Maria Rydberg             |
| Farbror Iroh              | Greg Baldwin         | Claes Ljungmark           |
| Zaheer                    | Henry Rollins        | Anders Beckman            |
| Ming-Hua                  | Grey DeLisle         |                           |
| Zuko                      | Bruce Davison        | Claes Ljungmark           |
| Opal                      | Alyson Stoner        |                           |
| Suyin Beifong             | Anne Heche           |                           |
| Baatar, Daw               | Jim Meskimen         |                           |
| Kuvira                    | Zelda Williams       | Anki Albertsson           |
| P'Li                      | Kristy Wu            |                           |
| Ghazan                    | Peter Giles          |                           |
| Hou-Ting                  | Jayne Taini          |                           |
| Kai                       | Skyler Brigmann      |                           |
| Baatar Jr.                | Todd Haberkorn       |                           |
| Toph Beifong              | Philece Sampler      | Maria Rydberg             |
| Aang                      | D.B. Sweeney         | Dick Eriksson             |
| Sokka                     | Chris Hardwick       | Joakim Jennefors          |
| Eldfurste Izumi           | April Stewart        | Jennie Jahns              |

## Sändning
Den första säsongens 12 första avsnitt ("Bok 1") sändes på Nickelodeon den 14 april–23 juni 2012. För amerikanska invånare går det att se hela Bok 1 fritt via Nickelodeons hemsida och digitala nedladdningstjänster. De här 12 avsnitten repriserades på Nicktoons med kommentarer från seriens skapare den 9–20 juli 2012 under namnet Korra: Making of a Legend.
| Land                                | Kanal       | Titel                       | Premiär          | Kommentar                                                        |
| ----------------------------------- | ----------- | --------------------------- | ---------------- | ---------------------------------------------------------------- |
| USA                                 | Nickelodeon | The Legend of Korra         | 14 april 2012    |                                                                  |
| Kanada                              | YTV         | The Legend of Korra         | 9 juni 2012      | Planeras även att sändas på Nickelodeon Canada i slutet av 2012. |
| Tyskland Schweiz                    | Nickelodeon | Die Legende von Korra       | 26 augusti 2012  |                                                                  |
| Belgien Nederländerna               | Nickelodeon | De Legende van Korra        | 26 augusti 2012  |                                                                  |
| Argentina Colombia Mexico Venezuela | Nickelodeon | Avatar: La Leyenda de Korra | 8 september 2012 |                                                                  |
| Brasilien                           | Nickelodeon | A Lenda de Korra            | 8 september 2012 |                                                                  |
| Storbritannien                      | Nickelodeon | The Legend of Korra         | Slutet av 2012   |                                                                  |
| Irland                              | Nickelodeon | The Legend of Korra         | Slutet av 2012   |                                                                  |
| Danmark                             | Nickelodeon | Legenden om Korra           | Hösten 2012      |                                                                  |

## Produktion
På det årliga evenemanget Comic-Con i San Diego den 22 juli 2010 tillkännagavs det att en serie baserad på Avatar: Legenden om Aang utvecklades på Nickelodeon, och planerades släppas i oktober 2011. Produktionen av serien kommer involvera Michael Dante DiMartino och Bryan Konietzko, skaparna och producenterna av den ursprungliga serien. Från början kallades serien Avatar: Legend of Korra, och planerades vara en tolv avsnitt lång miniserie, som utspelade sig 70 år efter Avatar: Legenden om Aang Premiären sköts upp till den 14 april 2012, för att 14 extra avsnitt skulle hinna produceras. På San Diego Comic-Con 2011 bekräftades det att de första tolv avsnitten skulle tillhöra den första boken, att de övriga fjorton skulle tillhöra den andra, och att serien hade bytt namn till The Last Airbender: Legend of Korra. Det byttes åter igen den 14 mars 2012 till The Legend of Korra.
Innan seriens premiär på TV, släpptes de första två avsnitten på "Korra Nation", en webbsida som ägs av Viacom. Avsnitten skulle bara släppas i förväg ifall Korra Nation "gillades" och "delades" 100 000 gånger via sociala medier. Vid midnatt den 24 mars släpptes de två första avsnitten tillsammans i ett en-timmeslångt avsnitt, och var kvar på webbsidan under helgen.

## Avsnitt
| Bok | Bok        | Kapitel | Första sändningsdatum | Första sändningsdatum |
| Bok | Bok        | Kapitel | Premiär               | Avslutning            |
| --- | ---------- | ------- | --------------------- | --------------------- |
| 1   | Luft       | 12      | 14 april 2012         | 23 juni 2012          |
| 2   | Andar      | 14      | 13 september 2013     | 22 november 2013      |
| 3   | Förändring | 13      | 27 juni 2014          | 22 augusti 2014       |
| 4   | Balans     | 13      | 3 oktober 2014        | 19 december 2014      |

## Annan media

### Art book
En art book med produktionskonst från den första säsongen, vid namn The Legend of Korra: The Art of the Animated Series (Book One: Air), gavs ut av Dark Horse Comics i augusti 2013.

### Romaner
Erica David skrev två romaner baserade på den första säsongen. Dessa gavs ut av Random House år 2013.
- Revolution (ISBN 978-0449815540)
- Endgame (ISBN 978-0449817346)

### Datorspel
Två datorspel baserade på The Legend of Korra utvecklas för tillfället: The Legend of Korra, ett actionspel i tredjepersonsperspektiv som utvecklas av Platinum Games till Playstation 3, Playstation 4, Xbox 360, Xbox One och Microsoft Windows, och planeras släppas 2014;[uppföljning saknas] och ett turordningsbaserat strategispel, vars titel ännu ej är tillkännagiven, som utvecklas av Webfoot Technologies till Nintendo 3DS.

## Mottagande

### Kritik
Serien har blivit hyllad av både fans och kritiker. The Filtered Lens skrev att The Legend of Korras premiär klokt nog skilde sig från sin föregångare, medan den samtidigt hade tillräckligt med referenser och kopplingar för att tilltala fans. Även IGN gillade serien, och sade att "The Legend of Korra utlovar ett utmärkt tillägg till Avatar-världen, som tilltalar såväl fans som nykomlingar."
David Hinckley från New York Daily News skrev att den visuellt tilldragande Korra är "full av små egenheter och nyanser som bara sanna fans kommer lägga märke till och uppskatta, men det finns inget som förhindrar civilpersoner från att uppskatta serien." Brian Lowry från Variety kände att serien "representerar lite mer ambitiöst historieberättande för äldre barn, och kanske även några nördiga vuxna."
Innan slutet på Bok 1, hyllade Scott Hill från Wired The Legend of Korra som "den mest intelligenta tecknade serien på TV", och sade att den klarar av inrikta sig på vuxnas andliga och sociopolitiska bekymmer medan den samtidigt presenterar en "fascinerande och rolig upplevelse fullpackad med fantasy-naturalism, storslagen steampunk, kinetiska konflikter, sci-fi-vapen och självmedveten komedi".
Delar av den första säsongen som fick särskilt beröm av kritiker var kvaliteten på seriens animation, bakgrundsmålningarna, kampsportsscenerna och seriens visuella design och stil. Manusförfattarnas balans mellan magi och teknik uppskattades av kritiker, och ansågs vara trovärdig. Det sätt kärleksrelationer och konflikter var skildrat på ansågs vara moget och nyanserat. Kritiker uppskattade även manusförfattarnas villighet att ta itu med svåra teman såsom social oro, terrorism, Tarrloks självmord och mord på Amon, och även (beroende på hur man tolkar en scen i Bok 1:s sista avsnitt) att Korra överväger att begå självmord efter att ha blivit av med sin bändning.
Den första bokens tempo var mindre populärt bland kritiker: I en "säsong" som bara består av tolv halvtimmeslånga avsnitt, borde serien inte ha försökt täcka flera handlingar, såsom Korras träning, pro-bending-tävlingen och Ekvalisternas uppror, enligt kritiker. Det "hoptryckta" historieberättandet som kom som resultat av detta begränsade huvudfigurernas utveckling, inklusive Korras kärleksintresse, Mako, som enligt IGN "aldrig riktigt blev en egen figur". Bok 1:s avslutning kritiserades för att ha löst alla problem för snabbt och smidigt, framförallt genom att Aang framträdde som en "deus ex machina".

### Priser
The Legend of Korra har nominerats för eller vunnit följande priser:
| År   | Pris                     | Kategori                         | Nominerad kandidat                                                | Status    | Ref.   |
| ---- | ------------------------ | -------------------------------- | ----------------------------------------------------------------- | --------- | ------ |
| 2012 | PAAFTJ Television Awards | Bästa animerade serie            | The Legend of Korra                                               | Nominerad | [ 42 ] |
| 2012 | PAAFTJ Television Awards | Bästa regi för en animerad serie | Joaquim Dos Santos och Ki Hyun Ryu för "Welcome to Republic City" | Vunnen    | [ 42 ] |